# Akiyama Takayuki
Takayuki Akiyama (sinh ngày 24 tháng 5 năm 1970) là một cầu thủ bóng đá người Nhật Bản.

## Sự nghiệp câu lạc bộ
Takayuki Akiyama đã từng chơi cho Nagoya Grampus Eight.